# Nijūshiho
Nijūshiho (jap. 二十四歩, dt. 24 Schritte), auch Nīsēshī, ist eine Karate-Kata die im Shōtōkan, Shitō-Ryū und Wadō-Ryū praktiziert wird. Ihre Herkunft ist unbekannt, entstammt aber vermutlich wegen der Ähnlichkeit zur Kata Unsu und Kata Sōchin aus dem Lehrsystem der Aragaki-Schule (Niigaki), dessen Ursprünge im chinesischen Baihequan (Weißer-Kranich-Stil) liegen. Sie wurde vom Kampfkunstmeister Aragaki Seisho, der in seiner Funktion als Übersetzer für Chinesische Sprache des Ryūkyū-Hofes oft nach China reiste, nach Okinawa gebracht.
Diese anspruchsvolle Kata ist vor allem durch fließende Bewegungen und ein ungewöhnliches Schrittmuster geprägt. Sie hat 24 Stellungen und sollte in ungefähr 60 Sekunden vorgeführt werden.